# Kasteel Zevenbergen (Ranst)

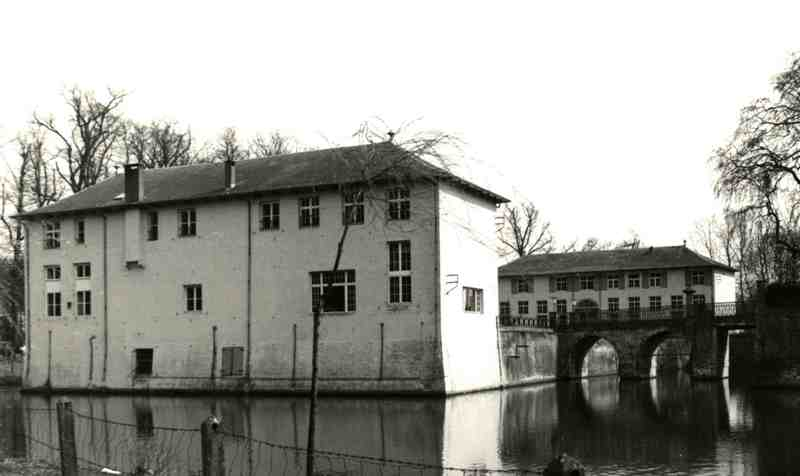
Kasteel Zevenbergen

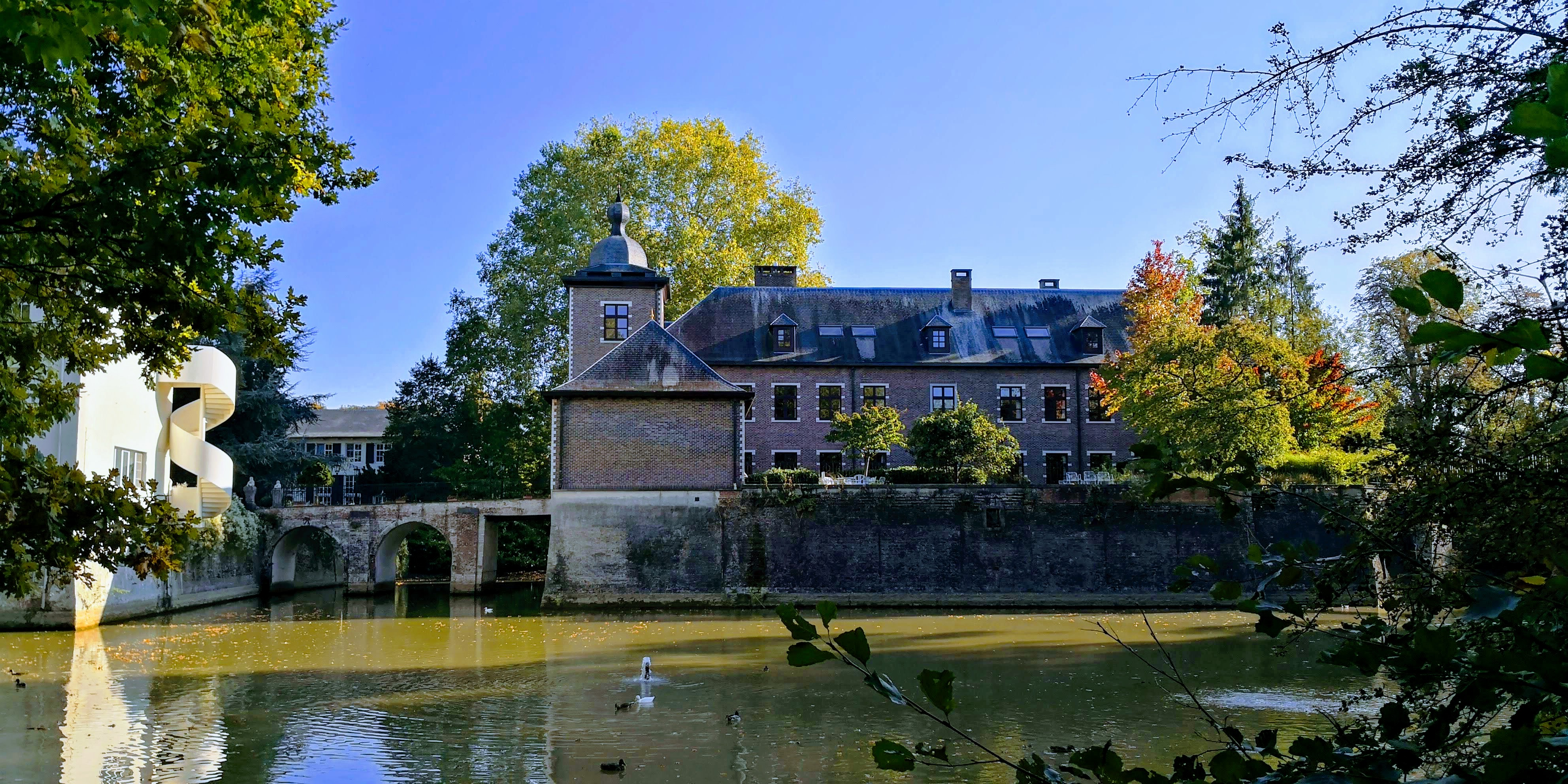
Kasteel Zevenbergen met links de nieuwbouw

Kasteel Zevenbergen is een kasteel in de Antwerpse plaats Ranst, gelegen aan Kasteeldreef 22.

## Geschiedenis
Het betrof aanvankelijk een allodiaal goed dat toebehoorde aan de familie van Zevenbergen. Na ongeveer 1450 werd het een leen van de Hertogen van Brabant. De familie van Zevenbergen bleef heer tot ongeveer 1492 waarna het in handen van diverse eigenaren kwam. Het werd verwoest in 1542 door de troepen van Maarten van Rossum en in 1590 door Spaanse troepen onder leiding van Ambrogio Spinola. In 1613 zou het kasteel in opdracht van toenmalig eigenaar Godefroid Houtappel zijn hersteld. Ook in de 2e helft van de 17e eeuw werden verbouwingen uitgevoerd en in 1733 werd het kasteel opnieuw verfraaid in opdracht van Ferdinand Vecquemans.
In 1914 werd het kasteel door brand verwoest om in 1968 gesloopt te worden. Wat bleef zijn de funderingen van het oude kasteel en enkele dienstgebouwen waarvan de kern teruggaat tot de 18e eeuw.
De zusters van het Convent van Betlehem lieten in 1989 nieuwbouw realiseren.
Het kasteeldomein sluit aan bij het Zevenbergenbos dat onderdeel is van het Bos van Ranst.